# Dungiven
Dungiven (in gaelico irlandese Dún Geimhin), è una cittadina dell'Irlanda del Nord facente parte della contea di Londonderry.